# Powiat Ōmi
Powiat Ōmi (jap. 邑美郡 Ōmi-gun) – dawny powiat w Japonii, w prefekturze Tottori.

## Historia

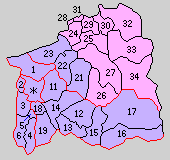
Powiat Ōmi (1–6 – 1889 r.)

W pierwszym roku okresu Meiji na terenie powiatu znajdowały się 1 miejscowość i 34 wioski.
Powiat został założony 12 stycznia 1879 roku. Wraz z utworzeniem nowego systemu administracyjnego 1 października 1889 roku powiat Ōmi został podzielony na 6 wiosek: Nakanogō, Fusō, Miho, Shingū, Takano i Kurada.
1 kwietnia 1896 roku powiat Ōmi został włączony w teren nowo powstałego powiatu Iwami. W wyniku tego połączenia powiat został rozwiązany.